# Daniel Jaramillo
Daniel Alexander Jaramillo Diez (Jardín, 15 gennaio 1991) è un ex ciclista su strada colombiano, attivo come professionista dal 2014 al 2019.

## Palmarès

### Strada
- 2009 (Juniores)

Classifica generale Vuelta del Porvenir de Colombia
- 2011 (Gobern. de Antioquia)

3ª tappa Vuelta a Colombia Sub-23 (Pereira > Manizales)
Classifica generale Vuelta a Colombia Sub-23
- 2013 (Colombia-Coldeportes)

3ª tappa Clásica de Fusagasugá (Fusagasugá > Fusagasugá)
2ª tappa Vuelta a Colombia Sub-23 (Armenia > Manizales)
- 2014 (Jamis-Hagens Berman, due vittorie)

1ª tappa Tour of the Gila (Silver City > Mogollon)
5ª tappa Tour of the Gila (Silver City > Pinos Altos)
- 2016 (UnitedHealthcare, due vittorie)

5ª tappa Tour of the Gila (Silver City > Pinos Altos)
5ª tappa Tour of Japan (Minami > Shinshu)
- 2017 (UnitedHealthcare, due vittorie)

4ª tappa Tour de Hongrie (Karcag > Miskolc)
Classifica generale Tour de Hongrie

#### Altri successi
- 2012 (Gobern. de Antioquia)

Classifica giovani Vuelta Mexico
- 2014 (Jamis-Hagens Berman)

2ª tappa Vuelta al Tolima (Chaparral > Ibagué)
Classifica giovani Tour of the Gila
Classifica scalatori Tour of the Gila
- 2015 (Jamis-Hagens Berman)

Classifica giovani Tour of the Gila
- 2016 (UnitedHealthcare)

Classifica scalatori Tour of the Gila
- 2017 (UnitedHealthcare)

Circuito Feria de Manizales
Fort McClellan Road Race
Classifica scalatori Tour of California

## Piazzamenti

### Competizioni mondiali
- Campionati del mondo

Città del Capo 2008 - In linea Junior: 79º
Mosca 2009 - Cronometro Junior: 16º
Mosca 2009 - In linea Junior: ritirato
Toscana 2013 - In linea Under-23: 35º
Richmond 2015 - Cronosquadre: 22º
Richmond 2015 - In linea Elite: ritirato